# Alibaba Pictures
Alibaba Pictures Group ist eine chinesische Filmgesellschaft der Alibaba Group. Die Filmgesellschaft war früher unter den Namen ChinaVision Media bekannt. Im Jahr 2014 kaufte die Alibaba Group eine Beteiligung von 49 % an dem Unternehmen und benannte es in Alibaba Pictures Group um. Bis April 2015 war es gemessen an seiner Marktkapitalisierung das größte chinesische Filmunternehmen.

## Geschichte
Im März 2014 erwarb die Alibaba Group eine 60-prozentige Beteiligung an ChinaVision Media für 805 Millionen US-Dollar. Alibaba registrierte zunächst eine Filmfirma mit dem Namen Alibaba Films Group, bevor sie später im Monat in Alibaba Pictures Group geändert wurde. Später im Monat schloss Alibaba Pictures Vereinbarungen mit Filmemachern und Filmunternehmen, darunter Regisseur Wong Kar Wai und die in Hongkong ansässige Filmproduktionsfirma Block 2.
Das Unternehmen kaufte Yueke und Ende 2015 Taobao Movie und Yulebao. Am 9. Oktober 2016 schloss Amblin Partners einen Vertrag mit Alibaba ab, an dem Alibaba eine Minderheitsbeteiligung an dem Unternehmen übernahm und das Marketing, den Vertrieb und das Merchandising von Amblin-Partners-Filmen in China sowie die Kofinanzierung von Amblin- und DreamWorks-Filmen übernehmen wird. Wie von der Financial Times beschrieben, haben sich Amblin Partners und Alibaba Pictures zusammengetan, um „Filme in China und weltweit zu finanzieren, zu produzieren, zu vermarkten und zu vertreiben“.
Im Juli 2017 erhöhte Alibaba seinen Anteil an Tao Piao Piao, einer Online-Ticketing-Plattform, für 1,3 Milliarden Yuan von 87,6 % auf 96,7 %.
Im Dezember 2018 erhöhte Alibaba seinen Anteil auf 50,92 % und wurde damit Mehrheitseigner.
Alibaba Pictures ist sowohl an den Börsen Hong Kong, als auch am Singapore Stock Exchange gelistet.
Das Unternehmen hat in 2018 sein Geschäftsjahr vom Ende Dezember bis März des Folgejahres geändert. Somit bilanziert das Unternehmen über eine 15 monatige Periode von Januar 2018 bis Ende März 2019. In diesem Berichtszeitraum betrugen die Netto Verluste nach Steuern 42,8 Millionen US $, verglichen mit 259 Millionen US $ in den 12 Monaten des Jahres 2017. Die veröffentlichten Umsätze betrugen in den 15 Monaten 2018/2019 439 Millionen US $, verglichen mit 478 Millionen US $ in 2017. Somit fiel der Jahresfehlbetrag in 2018/2019 trotz niedrigeren Umsatzes in 2018/2019 deutlich geringer aus
Der Alibaba-Pictures-Online-Promotion-Geschäftsbereich besteht im Wesentlichen aus der Online-Plattform Tao Piao Piao, einer Online-Kino-Ticket-Verkaufsplattform. Mit diesem Geschäftsbereich erwirtschaftete das Unternehmen einen Umsatz von 357 Millionen US $ in 15 Monaten im Jahr 2018/19, im Vergleich zu 386 Millionen US $ im Geschäftsjahr 2017. Der operative Gewinn diese Geschäftsbereiches im Jahre 2018/19 betrug 56 Millionen $, im Gegensatz zu einem Verlust von 128 Millionen $ im Vorjahr 2017. Gleichzeitig halbierte die Division Ticketing die Marketing Ausgaben von 465 Millionen $ im Jahr 2017 auf 229 Millionen $ 2018/19.
Im Bereich Filmproduktion war das Unternehmen in der Produktion von fünf Filmen involviert. Diese sind: The Wandering Earth, Hello Mr. Billionaire, Dying to Survive, Project Gutenberg und The Green Book.
Der Geschäftsbereich Film-Produktion entwickelte sich gegenläufig zum Ticketverkauf. Der Umsatz fiel 2018/19 auf 459 Millionen RMB im Vergleich zu 556 Millionen RMB im Jahr 2017. Es ergaben sich im Filmsegment 2018/2019 Verluste von 221 Millionen RMB im Gegensatz zu einem nominalen Gewinn im Vorjahr. Das Unternehmen möchte sich in Zukunft auf die Produktion von qualitativeren Inhalten konzentrieren. Laut behördlicher Veröffentlichung im Mai 2019 waren die drei größten externen Beteiligungen der Alibaba Pictures Group Anteile an den Produktionsfirmen Bona Film Group, Hehe Pictures und Amblin Partners. Darüber hinaus wurde veröffentlicht, dass Alibaba Pictures 700 Millionen RMB (101 Millionen $) an Huayi Brothers, eine der größten privaten Produktionsfirmen in China, verliehen hat.

## Filmografie
- Wolf Totem (2015) – Als Distributor
- Mission: Impossible – Rogue Nation (2015) – Als Investor[12]
- Teenage Mutant Ninja Turtles: Out of the Shadows (2016) – Als Investor[13]
- Star Trek Beyond (2016) – Als Investor[14]
- See You Tomorrow (2016) – Als Produzent und Distributor
- Once Upon a Time (2017) – Als Produzent[15]
- Mission: Impossible – Fallout (2018) – Als Investor[16]
- Die wandernde Erde (2019) – Als Co-Produzent[17]
- The Green Book (2019) – Als Co-Produzent[18]
- The Eight Hundred (2020)